# Liste der Biografien/Naq
Liste der Biografien |
Portal Biografien |
Personensuche
# |
A |
B |
C |
D |
E |
F |
G |
H |
I |
J |
K |
L |
M |
N |
O |
P |
Q |
R |
S |
T |
U |
V |
W |
X |
Y |
Z |
?
 
Na |
Nb |
Nc |
Nd |
Ne |
Nf |
Ng |
Nh |
Ni |
Nj |
Nk |
Nl |
Nm |
Nn |
No |
Nr |
Ns |
Nt |
Nu |
Nv |
Nw |
Nx |
Ny |
Nz
 
Naa |
Nab |
Nac |
Nad |
Nae |
Naf |
Nag |
Nah |
Nai |
Naj |
Nak |
Nal |
Nam |
Nan |
Nao |
Nap |
Naq |
Nar |
Nas |
Nat |
Nau |
Nav |
Naw |
Nax |
Nay |
Naz
Die Liste der Biografien führt alle Personen auf, die in der deutschsprachigen Wikipedia einen Artikel haben. Dieses ist eine Teilliste mit 10 Einträgen von Personen, deren Namen mit den Buchstaben „Naq“ beginnt.

## Naq

### Naqb
- Naqbi, Adel al- (* 1982), Fußballschiedsrichter aus den Vereinigten Arabischen Emiraten

### Naqh
- Naqhdi, Mohammad Hossein († 1993), iranischer Diplomat, Geschäftsträger der iranischen Botschaft in Italien

### Naqi
- Naqia († 668 v. Chr.), Ehefrau des Königs Sanherib

### Naqo
- Naqo, Siko (1884–1945), albanischer Widerstandskämpfer gegen den Nationalsozialismus

### Naqq
- Naqqash, Maroun an- (1817–1855), Begründer des Theaters in der arabischen Welt

### Naqs
- Naqschbandi, Ahmad an- (* 1930), kurdischer Politiker

### Naqu
- Naquet, Alfred (1834–1916), französischer Mediziner, Chemiker und Politiker
- Naquet, Robert (1923–2005), französischer Mediziner und klinischer Neurophysiologe
- Naquin, Susan (* 1944), US-amerikanische Historikerin

### Naqy
- Naqyrjinsan[...], nubischer König